# 芝浦機械
芝浦機械株式会社（しばうらきかい、英: SHIBAURA MACHINE CO., LTD.）は、東京都千代田区に本社を置く総合機械メーカーである。旧社名は東芝機械であり、かつて東芝グループに属していた。

## 概要
芝浦製作所（現：東芝）の出資により、1938年（昭和13年）に分社化。工作機械の名門。
工作機械からスタートした技術を射出成形機、ダイカストマシン、押出成形機、印刷機械、精密加工機、微細転写装置、電子制御装置、ロボット、油圧機器、鋳物、半導体装置・などの様々な事業に展開している総合機械メーカーである。
ロゴタイプは、英字でShibaura Machine。
ドイツの重機械メーカーである、クラウスマッファイと射出成形機の分野で技術提携を行っている。
コーポレートステートメントは"View the Future with You"である。

## 沿革
- 1938年（昭和13年） - 政府企画院の要請により工作機械製造事業法にもとづき、芝浦工作機械設立（会社創業）。初代会長は東京芝浦電気（株）取締役副社長の久保正吉、初代社長は元横須賀海軍工廠長海軍中将古市龍雄。
- 1939年（昭和14年） - 鶴見工場開設（後の芝浦工機）、強力大型工作機械の製作を開始。
- 1942年（昭和17年） - 沼津工場開設（後の芝浦機械製作所）、中型精密工作機械の生産に着手。
- 1949年（昭和24年）
  - 企業再建整備法に基づき芝浦機械製作所を設立（会社設立）。
  - 株式を東京証券取引所に上場。
- 1952年（昭和27年） - プラスチック押出機完成。
- 1953年（昭和28年） - ダイカストマシン完成。
- 1956年（昭和31年） - 射出成形機完成。
- 1961年（昭和36年） - 芝浦工機と合併、社名を「東芝機械」に変更。
- 1964年（昭和39年） - 相模工場を開設。
- 1972年（昭和47年） - 相模事業所に大型産業機械工場建設（鶴見工場を移転）。
- 1984年（昭和59年） - 相模工場に射出成形機工場完成。
- 1987年（昭和62年）
  - 東芝機械ココム違反事件。
  - 御殿場工場を開設。
- 1996年（平成8年） - 東芝からスカラロボットを業務移管。
- 1999年（平成11年）
  - 食品機器部門の生ビールディスペンサー等をホシザキ電機（現・ホシザキ）へ事業移管。
  - 本社機能を東京から沼津へ移転し、沼津本社とする。
- 2001年（平成13年）- オフセット輪転印刷機（書籍・出版用含む）の事業を小森コーポレーションに譲渡。
- 2002年（平成14年）
  - 東芝機械（上海）有限公司設立（製造現地法人）。
  - 半導体装置事業を分社化し、株式会社ニューフレアテクノロジーを設立。
- 2004年（平成16年）- 芝浦メカトロニクスの直交ロボット事業を譲り受ける。
- 2007年（平成19年）- 登記上本店である東京本店を銀座から内幸町に移転。
- 2008年（平成20年）- 油圧機器事業を分社化し、株式会社ハイエストコーポレーションを設立。
- 2009年（平成21年）- 沼津工場内にある、親歯車ホブ盤HRS-500のマスターウォームホイールが日本機械学会機械遺産第34号に認定。
- 2015年（平成27年）- ハイエストコーポレーションの全株式をナブテスコに譲渡。
- 2017年（平成29年）- 東芝が保有していた株式（議決権所有割合で22.11%）の大半を自己株式として取得。東芝は筆頭株主から外れ、議決権所有割合も2.77%となる。
- 2020年（令和2年）4月1日 - 社名を「芝浦機械」に変更[1]。
- 2021年（令和3年）4月1日 - 実質本社機能を沼津工場から東京本店に移転させ東京本社とする。
- 2024年（令和6年）3月　ポッカマシン株式会社の全株式を取得し、同社を連結子会社とする。
- 2024年（令和6年）4月　ポッカマシン株式会社をテクノリンク株式会社に社名改称。
- 2025年（令和7年）5月1日　株式会社ファンクショナル・フルイッドの全株式を取得。

## 製品

### 射出成形機
- 電動式射出成形機
- 油圧式射出成形機
- 液状シリコン用射出成形機
- リニア駆動射出成形機
- 熱硬化性成形機
- 導光板専用射出成形機
- 多色射出成形機

バンダイと共同開発した、世界で唯一の4色多色射出成形機（この多色射出成形技術はバンダイの特許となっている。）の1/60プラモデルが販売された。

### ダイカストマシン
- ホットチャンバダイカストマシン
- コールドチャンバダイカストマシン

### 押出成形機
- 単軸押出機
- 二軸押出機
- シート機
- フィルム機
- コーター
- 印刷機械

### 工作機械
横中ぐり盤の国内シェアトップ。
- マシニングセンタ（門形/横形）
- 横中ぐり盤
- ターニングセンタ
- 研削盤

### 精密機器
- 非球面加工機
- ガラス成形機
- スライサ
- レーザソー

### ナノインプリント装置
- 高輝度LED用ナノインプリント装置

### 鋳物
- 工作機械用ベッド
- ダイプレート
- ハイブリッドバレル

### 電子制御装置
- NC装置：「TOSNUC」
- PLC：「TCmini」
- サーボアンプ：「VLBus」
- サーボモータ
- リニアモータ

### ロボット
スカラロボット、直交ロボット、液晶ロボットの3機種ある国内唯一のメーカーである。
- スカラロボット
- 直交ロボット
- 液晶ロボット
- 垂直多関節ロボット

## 製造事業所
- 沼津工場（静岡県沼津市大岡）
射出成形機、押出成形機、半導体製造装置、精密機器、電子制御装置、ロボット、微細転写装置
- 相模工場（神奈川県座間市ひばりが丘）
ダイカストマシン、印刷機械、油圧機器
- 御殿場工場（静岡県御殿場市駒門）
工作機械
- 上海工場（SHIBAURA MACHINE (SHANGHAI) CO., LTD.）（上海）
射出成形機、ダイカストマシン、油圧機器
- タイ工場（SHIBAURA MACHINE MANUFACTURING (THAILAND) CO., LTD.）（ラヨーン）
射出成形機、ダイカストマシン
- チェンナイ工場（SHIBAURA MACHINE INDIA PRIVATE LIMITED）（チェンナイ）
射出成形機

## 関係会社
| | |
| 国内関係会社 - 芝浦機械エンジニアリング株式会社（HP） - 東栄電機株式会社（HP） - 芝浦セムテック株式会社（HP） - 芝浦産業株式会社 - テクノリンク株式会社 - 株式会社ファンクショナル・フルイッド | 海外関係会社 - SHIBAURA MACHINE COMPANY.,AMERICA（HP） - SHIBAURA MACHINE COMPANY CANADA LTD.（HP） - SHIBAURA MACHINE DO BRASIL COMERICIO DE MAQUINAS LTDA.（サンパウロ） - SHIBAURA MACHINE （EUROPE） G.m.b.H. - SHIBAURA MACHINE SOUTH EAST ASIA PTE. LTD. - SHIBAURA MACHINE TAIWAN CO., LTD.（台北） - SHIBAURA MACHINE HONG KONG LTD.（香港） - SHIBAURA MACHINE （THAILAND） CO., LTD.（バンコク） - SHIBAURA MACHINE MANUFACTURING(THAILAND) CO.,LTD. - SHIBAURA MACHINE VIETNAM CO., LTD.（ハノイ） - SHANGHAI TOSHIBA MACHINE CO., LTD.（上海） - SHIBAURA MACHINE （SHANGHAI） CO., LTD.（上海） - SHIBAURA MACHINE （SHENZHEN） CO., LTD.（深圳） - SHIBAURA MACHINE INDIA PVT. LTD.（ニューデリー）（HP） |
| | |
| | |